# Shindō Munen-ryū
Shindō Munen-ryū eller Shintō Munen-ryū (神道無念流) er en japansk sværdskole inden for kenjutsu og iaijutsu. Skolen blev stiftet af Fukui Heiuemon Kahei (中山博道) (1702-?) i 1700-tallet.

## Reference
1. 1 2 3  Hall, David A. (2012) Encyclopedia of Japanese Martial Arts. New York: Kodansha USA, Inc. Side 432. ISBN 978-1-56836-410-0